# Parafia Trójcy Świętej w Jędrzejowie
Parafia Trójcy Świętej w Jędrzejowie – parafia rzymskokatolicka w Jędrzejowie. Należy do dekanatu jędrzejowskiego diecezji kieleckiej. Założona w XV wieku przy kościele parafialnym. Jest obsługiwana przez księży diecezjalnych. Mieści się przy ulicy Jana Pawła II.